# Almir Turković
Almir Turković, bosansko-hercegovski nogometaš, * 3. november 1970.
Za bosansko-hercegovsko reprezentanco je odigral 11 uradnih tekem.